# Lac Mondonac
Lac Mondonac är en sjö i Kanada.   Den ligger i regionen Mauricie och provinsen Québec, i den sydöstra delen av landet, 260 km nordost om huvudstaden Ottawa. Lac Mondonac ligger 389 meter över havet. Arean är 22,2 kvadratkilometer. Den sträcker sig 16,8 kilometer i nord-sydlig riktning, och 5,9 kilometer i öst-västlig riktning.
I omgivningarna runt Lac Mondonac växer i huvudsak blandskog. Trakten runt Lac Mondonac är nära nog obefolkad, med mindre än två invånare per kvadratkilometer.